# Aars Ringvej
Aars Ringvej  er en tosporet omfartsvej der går syd om Aars.
Vejen er med til at lede trafikken syd om Aars og ud til Nordjyske Motorvej E45 der går mod Aalborg og Aarhus samt primærrute 29 der går mod Fjerritslev og Hobro, så byen ikke bliver belastet af for meget gennemkørende trafik.
Vejen forbinder Løgstørvej i vest med Aggersundvej i øst, og har forbindelse til Gislumvej.
Omfartsvejen åbnede den 16. september 2017.